# Murex cellulosa
Murex cellulosa är en snäckart som beskrevs av Conrad 1846. Murex cellulosa ingår i släktet Murex och familjen purpursnäckor. Inga underarter finns listade i Catalogue of Life.